# Cesta, Dobrepolje
Cesta este o localitate din comuna Dobrepolje, Slovenia, cu o populație de 262 de locuitori.